# Grown Woman
Grown Woman je píseň americké popové zpěvačky Kelly Rowland. Píseň pochází z jejího třetího alba Kelly Rowland. Produkce se ujal producent StarGate.